# Sanzione amministrativa

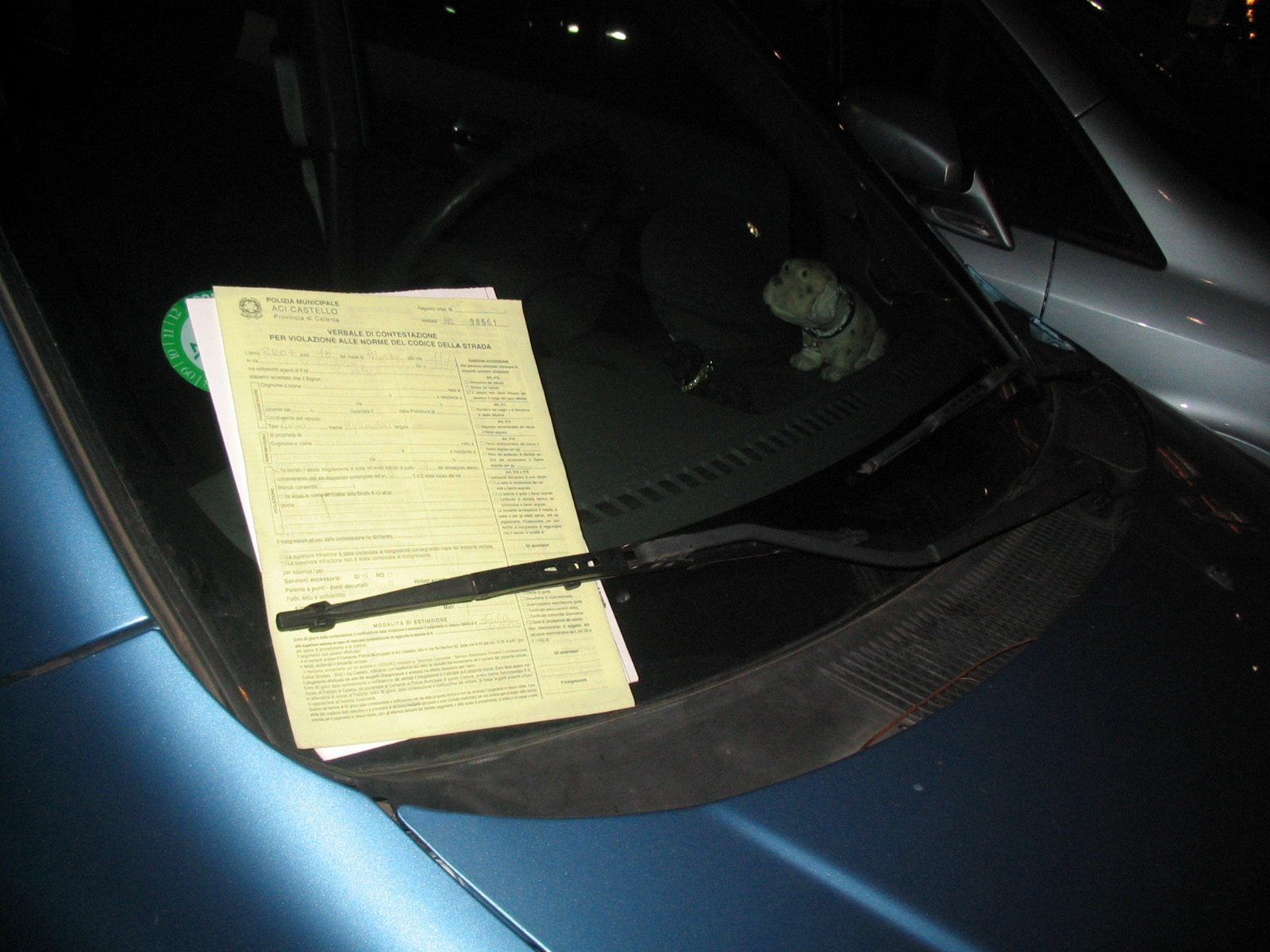
Una sanzione amministrativa pecuniaria, ossia la cosiddetta multa per divieto di sosta.

Una sanzione amministrativa, nell'ordinamento italiano, è una sanzione prevista dalla legge per la violazione di una norma giuridica che costituisce illecito amministrativo.

## Storia
Dal punto di vista normativo, una delle norme essenziali è stata la legge n. 24 novembre 1981, n. 689 che ha istituito per la prima volta nell'ordinamento un sistema compiuto di illecito amministrativo, conseguente alla depenalizzazione di molti reati, puniti sino ad allora con la pena dell'ammenda.
Le sanzioni amministrative sono in genere di tipo pecuniario, cioè ingiungono il pagamento di una somma di denaro.

## Sanzione pecuniaria
Le sanzioni amministrative pecuniarie, previste dall'art. 10 della legge n. 689/1981, possono essere di due tipi:
- fisse, che consistono nel pagamento di una somma non inferiore a euro 10 e non superiore a euro 15000.
- proporzionali, che non hanno limite massimo.

La proporzione fra reddito e sanzione è introdotta nel 2009 per violazioni al codice della privacy se inefficaci in ragione delle condizioni economiche del contravventore.
La legge stabilisce, inoltre, che tranne casi tassativi espressamente stabiliti dalla legge, il limite massimo della sanzione amministrativa pecuniaria non può, per ciascuna violazione, superare il decuplo del minimo.

## Procedura e criteri per determinare l'importo della sanzione
Una volta che l'agente accertante ha redatto il verbale, deve essere notificato al trasgressore immediatamente o entro 90 giorni salvo che la legge disponga diversamente. L'importo della sanzione è stabilito dalla legge tra un limite minimo e il massimo.
Il trasgressore può decidere se rinunciare al procedimento che verrà instaurato contro di lui pagando entro i termini previsti. In tal caso l'importo dovuto è pari alla terza parte del massimo della sanzione prevista per la violazione commessa o, se più favorevole, al doppio del minimo della sanzione edittale, oltre alle spese del procedimento. In questo caso, il trasgressore rinuncia al procedimento pagando una sanzione agevolata, evitando una possibile pena maggiore ma anche evitando una possibile archiviazione.
In caso di mancato pagamento, il verbale, gli atti di indagine e l'eventuale ricorso o scritti difensivi del trasgressore vengono trasmessi dall'agente accertante all'autorità competente prevista dalla Legge o, in mancanza, al Prefetto che, verificati i presupposti documentali e sentito il trasgressore se espressamente richiesto, deciderà l'importo della sanzione.
L'art. 11 della Legge n. 689/1981 dispone che nella determinazione della sanzione amministrativa pecuniaria fissata dalla legge tra un limite minimo e un limite massimo e nell'applicazione delle sanzioni accessorie facoltative, si deve aver riguardo a vari criteri:
- alla gravità della violazione
- all'opera svolta dall'agente per la eliminazione o attenuazione delle conseguenze della violazione
- alla personalità dello stesso
- alle sue condizioni economiche.

Il Prefetto o l'autorità competente emette ordinanza-ingiunzione che costituirà, nei casi previsti, titolo esecutivo. L'ordinanza-ingiunzione può comunque essere impugnata davanti al giudice civile.
A questa procedura è fatta eccezione per le sanzioni del codice della strada per le quali invece il verbale stesso, se non pagato e non opposto nei termini di 60 giorni dalla notifica, costituisce automaticamente titolo esecutivo per un importo pari alla metà del massimo della sanzione edittale senza necessità dell'intervento dell'Autorità. Per la maggior parte delle sanzioni, è ammesso il pagamento in misura ridotta pari all'importo minimo della sanzione, estinguendo il procedimento. Solo la presenza di un ricorso al Prefetto da parte del trasgressore entro il termine di 60 giorni consente l'avvio del normale procedimento secondo la Legge 689/1981 e in questo caso l'eventuale ordinanza-ingiunzione emessa non potrà essere di importo inferiore al doppio del minimo edittale.

## Distinzioni
Nel linguaggio comune, quando si parla (in modo atecnico) di "multa" o "contravvenzione", ci si riferisce in realtà a una sanzione amministrativa pecuniaria, in genere conseguenza di un illecito previsto dal Codice della strada o per aver usufruito di mezzi di trasporto pubblici senza o con titolo di viaggio inadeguato. Nel diritto penale la multa è invece un tipo di pena comminata per quei crimini che costituiscono un delitto, figura di illecito penale che si distingue dalla contravvenzione, ulteriore tipo di reato. Più precisamente, la qualificazione di un determinato reato come delitto o contravvenzione dipende dalla stessa tipologia delle sanzioni comminate; nel primo caso sono previste le pene della multa, della reclusione o dell’ergastolo, mentre le contravvenzioni sono punite con l'ammenda e/o con l'arresto.
La sanzione amministrativa pecuniaria si distingue quindi dalle sanzioni pecuniarie penali, ossia la multa e l’ammenda.

## Riferimenti normativi
- Legge 24 novembre 1981, n. 689 - Modifiche al sistema penale
- Decreto legislativo 24 giugno 1998, n. 213 - Disposizioni per l'introduzione dell'EURO nell'ordinamento nazionale, a norma dell'articolo 1, comma 1, della legge 17 dicembre 1997, n. 433 (recante modalità di conversione delle sanzioni da lire in euro)